# Der krumme Teufel
Der krumme Teufel (Hob. XXIXb:1a) ist ein um 1751 komponiertes Singspiel von Joseph Haydn (Musik) auf ein Libretto von Joseph Felix von Kurz, genannt „Bernardon“, nach dem Roman Le diable boiteux von Alain-René Lesage. Es ist Haydns erstes Bühnenwerk. Musik und Textbuch sind verschollen. Erhalten ist dagegen ein um 1759 erschienenes Libretto einer „Opéra-comique“ mit dem Titel Der neue krumme Teufel (Hob. XXIXb:1b) in zwei Akten mit einer Kinder-Pantomime und einem italienischen Intermezzo. Es ist ungeklärt, ob es sich um eine Bearbeitung oder ein unabhängiges Werk handelte.

## Handlung
Die folgende Inhaltsangabe des Neuen krummen Teufels ist dem ersten Band von Carl Ferdinand Pohls Haydn-Biografie entnommen. Lediglich die Rechtschreibung und einige Ausdrücke wurden modernisiert:
Der Kurz’schen Bearbeitung von Lesages Roman liegt die Absicht zu Grunde, einen alten verliebten Gecken von seiner Narrheit zu heilen. Dazu soll nun der Teufel verhelfen, bei dem wir es also mit einem von der gutmütigen Art zu tun haben, wie die Handlung selbst bezeugt, deren Dialog vollständig ausgeführt ist (nicht als improvisierte Posse bzw. Stegreifkomödie). Anzüglichkeiten im Text kommen nicht vor; fanden solche statt, müssen sie der Maske oder den Gesten des Schauspielers zugeschrieben werden.

### Erster Akt
Im ersten Aufzug sehen wir den Doktor Arnoldus in seinem Zimmer am Schreibtisch sitzen und Rezepte mustern; dabei klagt und seufzt er, dass all sein Wissen in der Medizin ihm nichts helfe, da er verliebt sei und sich daher selber als einen armen Patienten betrachten müsse. Dem eintretenden Diener Bernardon befiehlt er, Fiametta, das im Hause aufgezogene Mädchen, herbeizuholen. Nach mancherlei Einwendungen, dass sie krank sei, erscheint sie endlich doch. Der Doktor kommt ihr zärtlich entgegen und will ihr den Puls fühlen; sie widersetzt sich und klagt, dass sie unglücklich sei. Von seiner Kur will sie schon gar nichts wissen, er sei ein Seelenlieferant, ein Mensch, durch den nur die Tischlerzunft und der Totengräber reich würden. Der Doktor sucht sie zu beschwichtigen und meint, sie werde bald von ihm Besseres erfahren. Er geht ab, und Bernardon eröffnet der arglosen Fiametta, dass ihre Hochzeit mit Arnoldus bevorstehe. Es erfolgt Ohnmacht und Wiedererwachen. Wer wird helfen?! „Das wird der Teufel tun“, ergänzt der im Hintergrund erschienene Asmodeus.
Die Szene verwandelt sich und stellt einen mit Statuen geschmückten Garten vor. Arnoldus, seine Verwandten und zwei Notare erscheinen. Der Doktor erzählt ihnen, dass er heiraten wolle; schon fünfzig Jahre lebe er im Junggesellenstand und habe es nun satt; die Liebe sei bei ihm nicht blind, denn Fiametta wäre ein schönes Kind. Die Verwandten raten ab. Nun kommt Fiametta selbst; der Doktor nennt sie seine Braut, und diese dagegen nennt ihn ein altes Heringsfass; eher will sie sterben als sich mit ihm verehelichen. Sie stellt sich verrückt und verlässt singend und tanzend die Bühne. Der Doktor glaubt, dass Bernardon in Fiametta verliebt sei, und klagt ihn an, ihm das Herz derselben weggeschnappt zu haben; er solle sich trollen. Bernardon geht schimpfend ab. Unterdessen eilt Catherl, das Stubenmädchen, herbei und jammert, dass sich Fiametta erstochen habe und rings um sie allerlei Untiere hausen. Nun kommt auch der Diener Leopoldel mit der Nachricht, dass sich Bernardon erschossen habe und fürchterliche Geister ihn umgeben. Es erfolgt Donner und Blitz – Alle fahren durcheinander und singen im Chor: der Teufel ist los! Die Statuen verwandeln sich auf einen Wink des Asmodeus in Pferde, und mit ihnen fliegen Fiametta und Bernardon im Reiseanzug in die Luft. Alle Anwesenden sind bestürzt; Asmodeus aber packt den Arnoldus und versinkt mit ihm in die Erde.
Dieser Akt enthält elf Arien und ein Duett und schließt mit einem größeren Finale. In der nun folgenden Pantomime bemüht sich Asmodeus, dem Arnoldus klarzumachen, was von der Liebe zweier ungleicher Gatten zu erwarten sei.

### Pantomime „Arlequin, der neue Abgott Ram in America“
Die Bühne stellt eine wüste Insel vor; im Hintergrund breitet sich das Meer aus, dessen vom Sturm aufgeregte Wellen sich allmählich beruhigen. Arlequin, der mit seinem Herrn Schiffbruch erlitten hat, kommt von weitem geschwommen, tritt ans Land und trifft hier Merline, die mit ihrer Mutter an diese Insel verschlagen wurde. Ihre Mutter ist tot und überließ Merline die Sorge, sich vor den wilden Insulanern zu schützen. Die Annäherung der beiden Gestrandeten folgt rasch.
Die Handlung macht nun die üblichen Verwirrungen einer Pantomime durch; zunächst sehen wir die Verwandlung der Szene in einen Tempel, in dem ein Zauberer in Gestalt des neuen Abgotts Ram thront, der dem Arlequin zu seinem Glück verhelfen will. Er versieht ihn mit den Abzeichen des Abgottes. Der Gouverneur und die Wilden kommen unter den Klängen eines kriegerischen Marsches und bringen ihre Opfergaben. Sie bemerken wohl ihren Irrtum, doch weiß ihnen Arlequin zu imponieren, und sie tragen ihn als ihren König und Herrn frohlockend davon. Unterdessen kommt Celio, der Schiffskapitän, der sich gleichfalls gerettet hat, und trifft hier mit Merline zusammen. Auch mit ihm findet sich das Mädchen bald zurecht; sie singen sich in einem Duett ihre Liebe zu und geloben einander ewige Treue. Mitten in ihren Beteuerungen kommen die Wilden, nehmen sie gefangen und führen sie Arlequin zu, der noch immer als Abgott thront. Der Gouverneur erscheint und gibt Arlequin zu verstehen, dass es bei ihnen Sitte sei, fremde Menschen aufzufressen. Arlequin stimmt ihm zu, gebietet aber den Wilden, ihn vorerst mit den beiden allein zu lassen. Obwohl von Merlines Untreue verletzt, überlässt er sie doch nach schwerem Seelenkampf seinem Herrn. Die Indianer haben den Vorgang belauscht, brechen hervor und führen nun alle drei ab.
Die Szene verwandelt sich und stellt den Ort vor, wo die Wilden ihre Opfer zu schlachten pflegen. Alles ist bereitet. In ihrer Angst wendet sich Merline flehend an den vornehmsten Wilden, der sie zu retten verspricht, unter der Bedingung, dass sie ihn heiratet. Sie willigt ohne Zaudern ein und ist somit gerettet; Arlequin jedoch soll gespießt und Celio gevierteilt und in einem Kessel gesotten werden.
In diesem kritischen Moment vernimmt man Trommelwirbel und Trompetengeschmetter, die Szene verwandelt sich, und man erblickt eine holländische Kriegsflotte. Es kommt zum Kampf, die Indianer unterliegen, und die Opfer sind gerettet. Merline hat als Ungetreue wohl einen schweren Stand, doch wird ihr verziehen; unter Jubelgeschrei besteigen Alle die Schiffe, und der Chor besingt die Freuden nach bösen Stunden.
Die Pantomime enthält elf Arien, ein Duett, einen Marsch und den Schlusschor; ausdrücklich erwähnt ist noch „eine Musique, welche mit einer Mühle accompagniret“.

### Zweiter Akt

Szenenbild

Der zweite Aufzug führt uns in eine Stadt; Arnoldus und Asmodeus treten auf. Arnoldus sieht finster drein, er begreift nicht, was Asmodeus mit ihm vor hat. Dieser tröstet ihn, er solle nicht nach altem Brauch glauben, dass der Teufel immer nur des Menschen Feind sei; er meine es im Gegenteil gut mit ihm und habe dies schon dadurch bewiesen, dass er ihm in der Pantomime ein lehrreiches Beispiel im Bilde vorgehalten habe; nun solle er noch den armen Bernardon sehen, der schon zwei Jahre im elenden Ehezustand schmachte. Auf des Teufels Wink erscheinen sofort Bernardon und Leopoldel. Ersterer klagt, dass seine Frau verschwunden sei, und Leopoldel zeigt ihm das Haus, wo er sie finden werde. Sie klopfen an. Fiametta tritt nun der Reihe nach als Bolognesischer Doktor, als Polichinel, als Pantalon und Arlequin auf und singt in jeder Verkleidung eine Arie in je einer anderen italienischen Mundart. Erst als Leopoldel ihr die Maske vom Gesicht reißt, erkennt Bernardon seine Frau. Er will sie erstechen, doch sie entflieht. Der betrogene Gatte klagt sein Leid in einer Arie und warnt vor den treulosen Weibern. Asmodeus und Arnoldus treten wieder vor und Letzterer versichert, er sei bereits geheilt. Um ihm aber die Heiratsgedanken völlig zu nehmen, führen Bernardon, Angiola und Fiametta auf Anstiften des Asmodeus ein italienisches Intermezzo auf, das so einschlagend wirkt, dass Arnoldus fortan von keiner Braut, und sei sie auch die schönste, mehr etwas wissen will. Dem Bernardon aber, der ihn dauert, da er das leiden muss, was ihm bevorstand, will er zwölftausend Gulden vermachen. Nun treten alle Personen, auch die der Pantomime, auf. Bernardon dankt dem Doktor für die große Summe Geld, die ihm gestattet, nun glücklich zu leben; Fiametta küsst Arnoldus die Hände; die Verwandtschaft findet seinen Entschluss, ledig zu bleiben, vortrefflich, da sie dadurch mehr Erbschaft zu erwarten hat, und die Personen der Pantomime, Kinder und Erwachsene, fragen, ob sie ihre Rolle gut gespielt haben. Arnoldus ist mehr und mehr erstaunt und glaubt gar, dass er gefoppt worden sei, worauf ihm Asmodeus erwidert: das Eine ist wahr, das Andere ist nicht erlogen. Den Teufel kostet es nun nur wenig Mühe, Arnoldus zu überreden, das zu bleiben, was er war, und einzugestehen, dass er mit seiner Liebe ein rechter Narr war, worin ihm Alle im Chor beistimmen, denn: Nur gleich und gleich gehört zusammen.

### Intermezzo „Il vecchio ingannato“ (‚Der betrogene Alte‘)
Nach dem sechsten Auftritt im zweiten Akt beginnt ein Intermezzo, das aus sechs Szenen besteht und in italienischer Sprache und in Versen abgefasst ist.
Es sind, wie schon erwähnt, Bernardon, Angiola und Fiametta, die wir hier in der Maske eines Alten (Pancrazio) und einer Mutter und Tochter (Pandora und Bettina) vor uns haben. Die Mutter eröffnet der Tochter, dass sich für sie ein Bräutigam gefunden habe; er sei zwar alt, doch habe er Geld; sie solle zugreifen, denn die Schönheit verblühe gleich einer Blume. Zudem werde ihr sein Reichtum schon auch junge Liebhaber erwerben. „Dann nehme ich ihn!“ ruft die Tochter entschlossen, und die Mutter freut sich, in ihr diejenigen Eigenschaften wiederzufinden, die sie selbst in der Jugend zierten. Allein gelassen, geht die Tochter mit sich zu Rat: Erfahrung macht klug; es seien ihr schon Viele entschlüpft, dieser endlich solle an der Angel zappeln. Im Gespräch mit der Mutter steigen dem Alten denn doch einige Zweifel auf; er fürchtet wirklich, dass er zu alt sei. Doch die Mutter kämpft alle Bedenken nieder, indem sie die Tochter als Engelreine hinstellt, die kaum wisse, was Brautschaft und Heirat, ja nicht einmal was Liebe sei. Sie (die Mutter) habe ihr dies erst im Bilde des Cupido erklären müssen, den sie (die Tochter), als mit Pfeil und Bogen bewaffnet, für einen Soldaten hielt. „Welche Unschuld! welche Taube!“ ruft der Alte zwischen jeder neuen Eröffnung – glücklich, dass er derjenige sei, der sie zuerst in die Liebe einweihen werde. Die Tochter kommt und findet ihren Zukünftigen älter als einen Raben. „Der um so eher sterben wird“, ergänzt die Mutter tröstend. Den Alten packt das Fieber vor Liebe; die Tochter zweifelt nicht darin, ihn zu kurieren und je eher je lieber ins Jenseits zu befördern. „Welch’ schöner Moment, welch’ beglückte Liebe!“ ruft der verzückte Alte. „Eine saubere Ehe wird dies werden“, denkt halblaut die Mutter. Und Alle: „Genuss, Freude und Vergnügen wird jederzeit sich vermehren.“
Das Intermezzo enthält fünf Arien; eine der Pandora und je zwei des Pancrazio und der Bettina; am Schluss vereinigen sich alle Drei zu einem Tutti.

## Werkgeschichte
Anfang der 1750er Jahre lernte der junge Joseph Haydn den Wiener Theaterschriftsteller, Schauspieler und Impresario Joseph Felix von Kurz, genannt „Bernardon“, kennen, der am Kärntnertortheater für seine Stegreif-Theaterstücke („Bernardoniaden“) bekannt war. Für ihn komponierte er die Musik zu der Singspiel-Komödie Der krumme Teufel, die vermutlich in der Spielzeit 1751/1752 mit großem Erfolg gespielt wurde. Von diesem ersten Bühnenwerk Haydns sind weder die Musik noch das Libretto erhalten. Haydn erhielt für die Komposition einen Lohn in Höhe von 24 (nach Georg August von Griesinger) oder 25 Dukaten (nach Albert Christoph Dies) und hielt sich für wohlhabend.:30 Carl Bertuch zufolge wurde das Singspiel kurz nach der Premiere abgesetzt, weil der Schauspieler des Asmodeus einen anwesenden italienischen Grafen persifliert habe, der daraufhin ein Verbot erwirkte. Details darüber sind nicht bekannt. Einige ältere Quellen behaupten, dass es sich um den Lebemann, Abenteurer und korrupten Theaterdirektor Giuseppe d’Afflisio handelte, der später die Uraufführung von Wolfgang Amadeus Mozarts früher Oper La finta semplice vereitelte und schließlich als Galeerensträfling endete. Der traf jedoch erst 1753 in Wien ein.:77 Im Februar 1752 verordnete Kaiserin Maria Theresia, dass „alle Compositionen von dem sogenannten Bernardon, wie alle dergleichen mehr zum Ärgerniss des Publici als zur Einpflanzung einer guten Moral gereichenden albernen Erfindungen durchgehnds und für alle Zeiten verboten seien“. Dennoch wurde der Krumme Teufel bereits am 29. Mai 1753 wieder am Kärntnertortheater gespielt, wo er auch finanziell erfolgreich war.:30 Die Rolle des Teufels übernahm ein anderer Schauspieler.

Titelblatt des Librettos, 1767

Titelblatt des Librettos,
Wien 1770

Ein um 1759 erschienenes Libretto eines als „Opéra-comique“ bezeichneten Singspiels:60 mit dem Titel Der neue krumme Teufel ist erhalten. Die Musik fehlt ebenfalls, und der Bezug zum Singspiel von 1751 ist ungeklärt. Es enthält neben der Haupthandlung die Kinder-Pantomime Arlequin, der neue Abgott Ram in Amerika und ein italienisches Intermezzo mit dem Titel Il vecchio ingannato. Die Pantomime wurde von den Kindern Kurz-Bernardons gespielt. Der Text basiert auf dem Roman Le diable boiteux von Alain-René Lesage. Haydn wurde im Libretto ausdrücklich als Komponist der Opéra-comique und der Pantomime genannt. Ob auch die Musik des Intermezzos von ihm stammt, ist unklar. Die Arie „Quanti so gl’anni“ ist Carlo Goldonis Libretto Il viaggiatore ridocolo entnommen, das erstmals 1757 in einer Vertonung von Antonio Mazzoni in Parma aufgeführt wurde (dort in Szene II:8). Wahrscheinlich brachte Kurz’ zweite Frau, die italienische Sängerin Teresina Morelli, die Arie bzw. ihren Text nach Wien. Morelli war bekannt für ihre Gesangsdarbietungen in unterschiedlichen italienischen Dialekten. Die vier Mundart-Arien im zweiten Akt und das italienische Intermezzo dürften daher für sie in die Neufassung des Singspiels eingefügt worden sein.:233 Die Bemerkung „Harlekin entrann im krummen Teufel den Fluthen“ in Griesingers Haydn-Biografie lässt dagegen vermuten, dass die Pantomime bereits in der Fassung von 1751 enthalten war. Damals wurde sie vermutlich noch von Erwachsenen gespielt. Die Musikwissenschaftlerin Eva Badura-Skoda wies darauf hin, dass Haydn selbst das Werk Der krumme Teufel und nie Der neue krumme Teufel nannte. Die erste Fassung war im Gegensatz zu der von 1759 vermutlich eine Stegreifkomödie mit improvisierten Dialogen. Für solche Werke wurden üblicherweise keine vollständigen Libretti veröffentlicht, sondern lediglich die Arientexte und ein Szenarium. Beides seien Hinweise darauf, dass die beiden Fassungen nicht identisch waren. Das Wort „neue“ in „Der neue krumme Teufel“ bezieht sich jedoch nicht auf die Frühfassung oder ein anderes gleichnamiges Werk, sondern auf Lesages Romanvorlage und ihre französische Bühnenbearbeitungen, vergleichbar mit Christoph Martin Wielands Neuen Amadis oder Johann Wolfgang von Goethes Neuen Paris.
Die Gattungsbezeichnung „Opéra-comique“ wurde hier anstelle des eigentlich korrekten „Singspiel“ oder des in Wien gebräuchlichen Begriffs „komische Oper“ verwendet. Haydn selbst nutzte sie für seine späteren deutschen Opern.:60
Offenbar handelte es sich nicht nur um Haydns erstes, sondern zugleich um sein erfolgreichstes Bühnenwerk. Es wurde vielfach auch außerhalb Wiens gespielt::233
- 29. Oktober 1764: Pressburg, Theatertruppe von Kurz-Bernadon – mit neuem Intermezzo L’avventure di Lesbina
- Karneval 1765: Heitersheim (Breisgau), Kindertheatertruppe von Felix Berner
- 12. August 1766: Nürnberg, Theatertruppe von Kurz-Bernadon – ohne Pantomime und Intermezzo
- 1767: Frankfurt[6]
- 24. November 1770: Wien, Theatertruppe von Kurz-Bernadon – mit neuem, um anstößige Stellen entschärften Libretto[3] als Asmodeus, der krumme Teufel und der überarbeiteten Pantomime Die Insul der Wilden;[1] die Pantomime ist nur in einer der beiden erhaltenen Librettofassungen von 1770 enthalten; vermutlich wurde das Stück erst ohne sie gespielt[5]
- 17. und 27. November 1771, 11. Oktober 1772: Prag, Truppe von Johann Baptist Bergopzoomer
- 12. Februar 1774: Berlin, Koch-Gesellschaft – als Der hinkende Teufel mit einigen geänderten Rollen; 27 Wiederholungen innerhalb eines Jahres
- 1774: Warschau, Theatertruppe von Kurz-Bernadon
- 1778/79: Donaueschingen, Franz-Grimmer-Gesellschaft
- Juni 1782: Dresden
- 4. November 1782: Leopoldstädter Theater, Wien – als Der krumme Teufel[6]
- 7. Januar 1783: München
- 28. September 1783: Theater „Zum Fasan“, Wiener Vorstadt Neustift (heute Neubau)
- 1796–1798: Tournee der Gesellschaft von Franz Huber in Obersachsen: Altenburg, Eisleben, Querfurt, Zeitz, Erfurt

Aufgrund dieser Vielzahl verwundert es, dass keine Kopie der Partitur erhalten blieb. Möglicherweise überdauerten einige Musiknummern anonym in zeitgenössischen Theaterlieder-Sammlungen, doch fehlen dafür Belege.

## Digitalisate
- Der neue krumme Teufel. Libretto, um 1759. Digitalisat des Münchener Digitalisierungszentrums
- Der neue krumme Teufel. Libretto, 1767. Digitalisat bei Google Books
- Asmodeus. der krumme Teufel. Libretto, Wien 1770. Digitalisat bei Google Books